# پارل
پارل (به اسپانیایی: Parral) یک شهرستان در شیلی است که در استان لینارس واقع شده‌است. پارل ۱٬۶۳۸٫۴ کیلومترمربع مساحت و ۳۸٬۹۲۲ نفر جمعیت دارد و ۱۶۲ متر بالاتر از سطح دریا واقع شده.

## خواهرخوانده
شهرهای پلیگروس، یوباجای و گرندرپیدز، میشیگان خواهرخوانده‌های پارل هستند.